# Colletes alocochila
Colletes alocochila là một loài Hymenoptera trong họ Colletidae. Loài này được Moure mô tả khoa học năm 1956.